# Bonner Durchmusterung
Pour les articles homonymes, voir DM et Bonner.

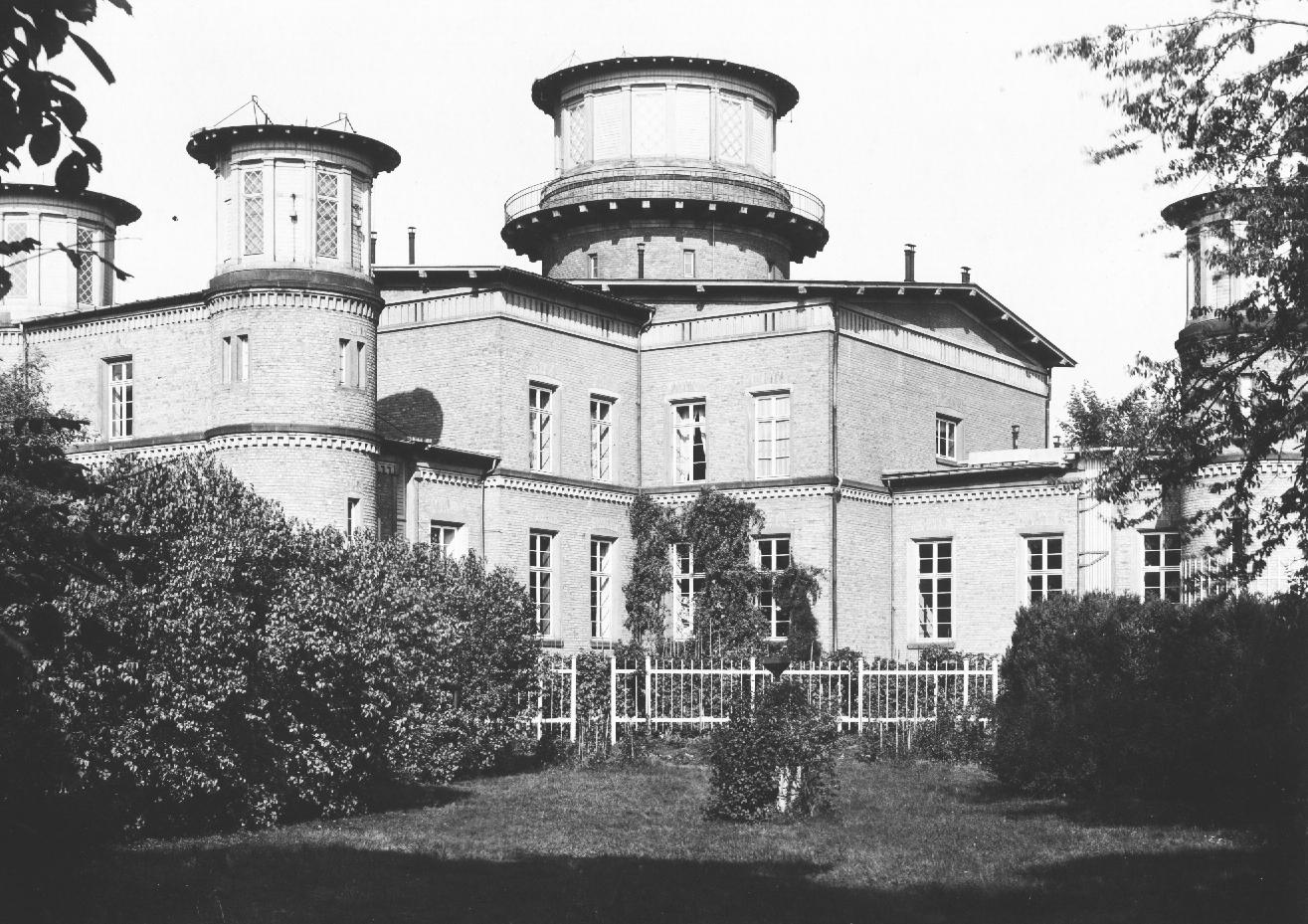
Sternwarte Bonn 1893.

Le Bonner Durchmusterung (en abrégé : BD) est le plus ancien catalogue d'étoiles encore utilisé par les astronomes.
Lui et ses successeurs étaient les catalogues pré-photographiques les plus complets.
Le catalogue lui-même fut publié par Friedrich Wilhelm Argelander, Adalbert Krüger et Eduard Schönfeld entre 1852 et 1859. Ses successeurs seront publiés jusqu'en 1903. Il comptait 324 188 étoiles entre le pôle Nord et la déclinaison -2 et jusqu'à la magnitude 9,5 ; les positions y sont données pour l'époque 1855.0.
Comme il ne couvrait que l'hémisphère céleste septentrional et une partie de l'austral (étant compilé depuis l'observatoire de Bonn), il fut augmenté par le Südliche Durchmusterung (SD), qui couvrait les déclinaisons de −1 à −23 degrés (1886, 133 659 étoiles).
Il fut ensuite complété par le Córdoba Durchmusterung (580 000 étoiles), qui fut d'abord compilé à Córdoba en Argentine en 1892 à l'initiative de John M. Thome. Celui-ci couvre les déclinaisons de -22 à -90.
Enfin, le Cape Photographic Durchmusterung (1896, 450 000 étoiles), compilé au Cap en Afrique du Sud, couvre les déclinaisons de -18 à -90.
Le but de ces Durchmusterungen ou catalogues généraux était de lister le plus grand nombre d'étoiles et, outre la position, ils donnaient aussi une estimation des données photométriques visuelles.
Les astronomes préfèrent les désignations HD, car ce catalogue donne le type spectral, mais comme les Durchmusterungen sont plus complets, on utilise parfois leurs désignations lorsque le Draper fait défaut. De nombreux catalogues donnent les renvois aux Durchmusterungen sans spécifier lequel est utilisé à chaque fois, ce qui cause de la confusion dans les zones de recoupement.
Les noms d'étoiles de ces catalogues incluent les initiales du catalogue (bien que le Sudentliche suive l'exemple du Bonner et utilise BD ; CPD est fréquemment raccourci à CP), suivi de l'angle de déclinaison de l'étoile (tronqué, allant ainsi de +00 à +89 et de -00 à -89), suivi d'un nombre. Par exemple, BD+50°1725 ou encore CD-45°13677.